# Stadtbibliothek Flensburg

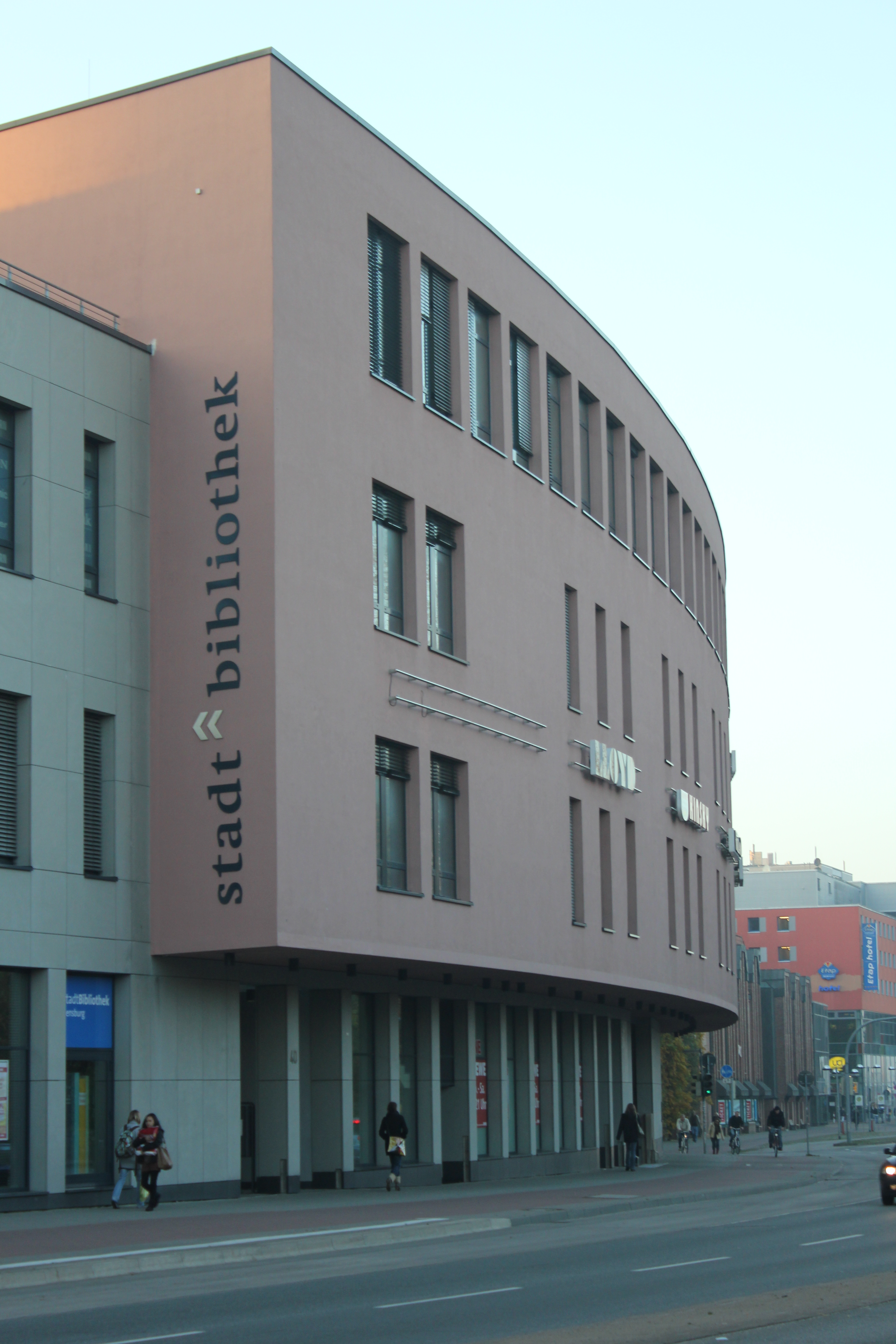
Die Bücherei im obersten Stockwerk der Flensburg Galerie

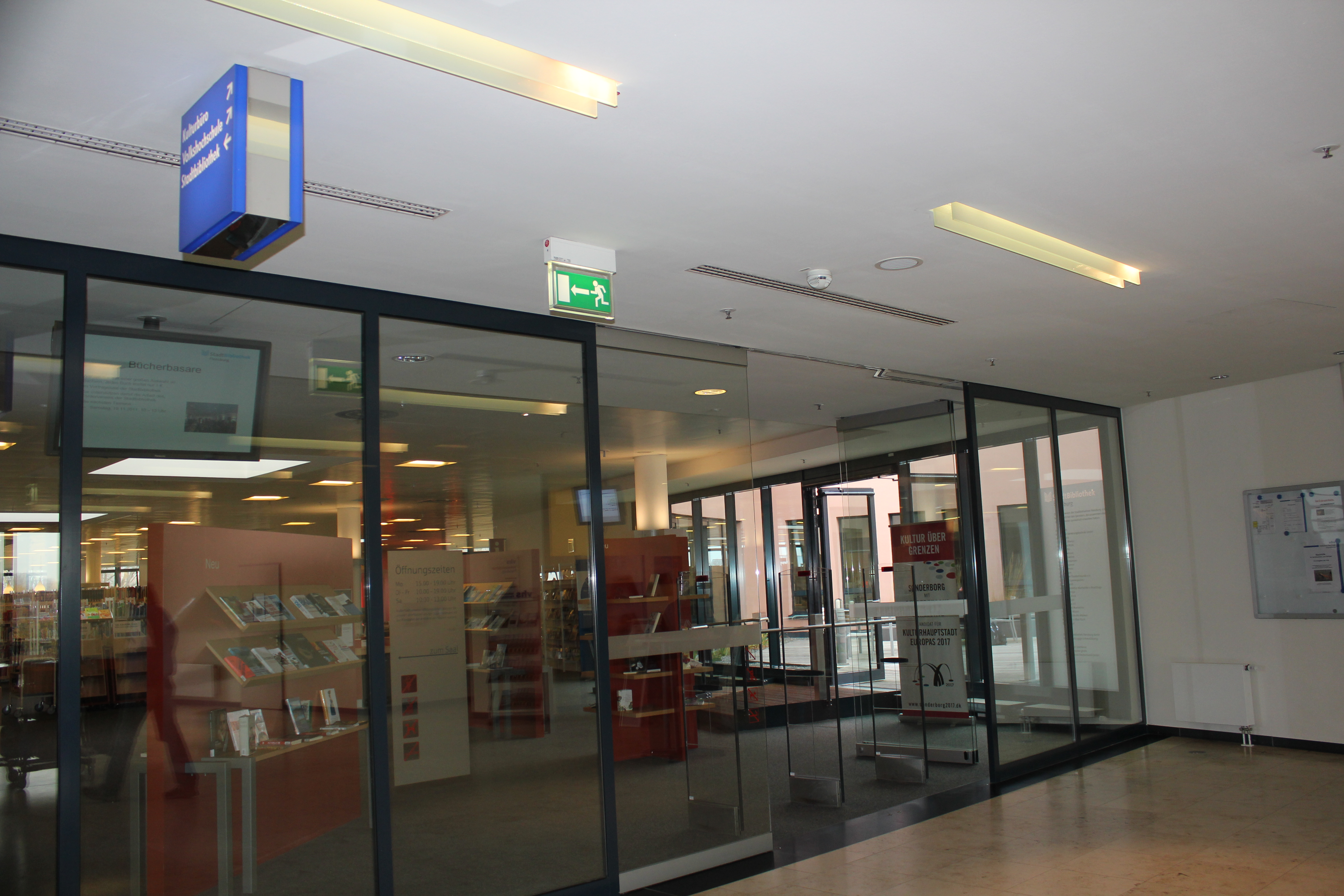
Eingang der Bücherei

Die Stadtbibliothek Flensburg (auch: Stadtbücherei Flensburg) ist als Stadtbibliothek der Stadt Flensburg ein Mitglied des Deutschen Bibliotheksverbandes. Sie befindet sich im obersten Stockwerk der Flensburg-Galerie und ist werktags geöffnet.

## Ausstattung
Der Gesamtbestand beläuft sich auf ungefähr 120.000 Medien, darunter größtenteils Bücher, aber auch zahlreiche Zeitschriftentitel und eine Anzahl audiovisueller Medien. Der Schwerpunkt der Bestände liegt eher auf populärer Literatur als auf wissenschaftlicher Literatur. Neben einem Medienbestand für Erwachsene unterhält sie, leicht räumlich abgetrennt, einen Medienbestand für Kinder (Kinderbücherei). Der größte Teil ist freihand verfügbar. Nur ein kleiner Teil liegt im Magazin vor Ort. Neben dem Buchbestand kann der Nutzer einen der ungefähr zehn Internetplätze nutzen. Des Weiteren können die Nutzer der Stadtbibliothek Flensburg durchgehend die Woche, von zuhause aus, E-Books, E-Audios, E-Videos und E-Papers ausleihen.
Darüber hinaus unterhält die Stadtbücherei eine Fahrbücherei (Bücherbus), in der ein weiterer Teil des Bestandes angeboten wird. Bücher, die nicht im Bestand zu finden sind, können über Fernleihe aus anderen Bibliotheken beschafft werden. Die Stadtbibliothek realisiert die Fernleihe mit Hilfe der Leihverkehrs- und Ergänzungsbibliothek (LEB) (ehemals Landeszentralbibliothek Flensburg) in der Waitzstraße 5.

## Geschichte
Die Stadtbibliothek Flensburg wurde 1905 gegründet.
Bis ins Jahr 1962 war die Bibliothek im Büchereiflügel des Deutschen Hauses zu finden. Im August 1962 zog sie in einen Neubau um, der sich in der Straße Süderhofenden 40/42 befand und wurde so zu einer selbständigen Einrichtung. Mit dem Umzug wandelte sich die Bücherei zu einer Freihand-Bibliothek. Mit im neuen Gebäude befand sich zudem das Naturwissenschaftliche Museum Flensburg (Heimatmuseum). 1972 wurde in der Heilandskapelle in Weiche ein Magazin für die Fahrbücherei eingerichtet.
1998 wurde die Bibliothek umgebaut. Das Heimatmuseum zog um auf den Museumsberg Flensburg und die Bibliothek wird durch die freigewordenen Räumlichkeiten erweitert. In dem nun renovierten Gebäude verblieb die Bibliothek jedoch nur noch bis ins Jahr 2004, denn das Gebäude musste dem Bau einer Einkaufspassage weichen. Zwischenzeitlich befand sich die Bücherei deshalb für 2 Jahre in der Angelburger Straße. Anfang des Jahres 2007 zog sie in die neuen Räume in das 2. Stockwerk der Flensburg-Galerie. Seit dem 2. September 2011 können die Nutzer E-Books, E-Audios, E-Videos und E-Papers ausleihen.
Seit dem Jahr 2005 musste die Stelle der Bibliotheksleitung alle zwei bis drei Jahre neu vergeben werden. Das Flensburger Tageblatt rätselte im Jahr 2018 über die Gründe, sprach von einem Schleudersitz und stellte fest, dass das zu erwartende Gehalt im Vergleich mit anderen Bibliotheken geringer ausfallen würde.

## Bibliotheksleitungen
- 1960–1973 Dr. Hans Peter Johannsen
- 1973–1996 Harald Dankert
- 1997–2004 Lutz Jahre
- 2005–2007 Susanne Adolph
- 2007–2010 Heike Braczek und Stefanie Oeding
- 2010–2012 Torge Korff
- 2012–2014 Martin Szlatki
- 2014–2017 Ute Kaminski
- 2018–2022 Gudrun Kraemer
- seit 2022 Stefanie Klenk

## Veranstaltungen
Es werden regelmäßig Veranstaltungen für Kinder und Erwachsene angeboten. Dazu gehören Autorenlesungen, Vorlesenachmittage, Konzerte und Vorträge. Auch für Kinder gibt es eigene Veranstaltungen. Ein Bücherflohmarkt findet alle drei Monate statt.

## Förderverein
Die Stadtbibliothek Flensburg wird in ihrem Bildungs- und Kulturauftrag durch einen gemeinnützigen Förderverein unterstützt.